# Hellidon
Hellidon is een civil parish in het bestuurlijke gebied Daventry, in het Engelse graafschap Northamptonshire met 282 inwoners.

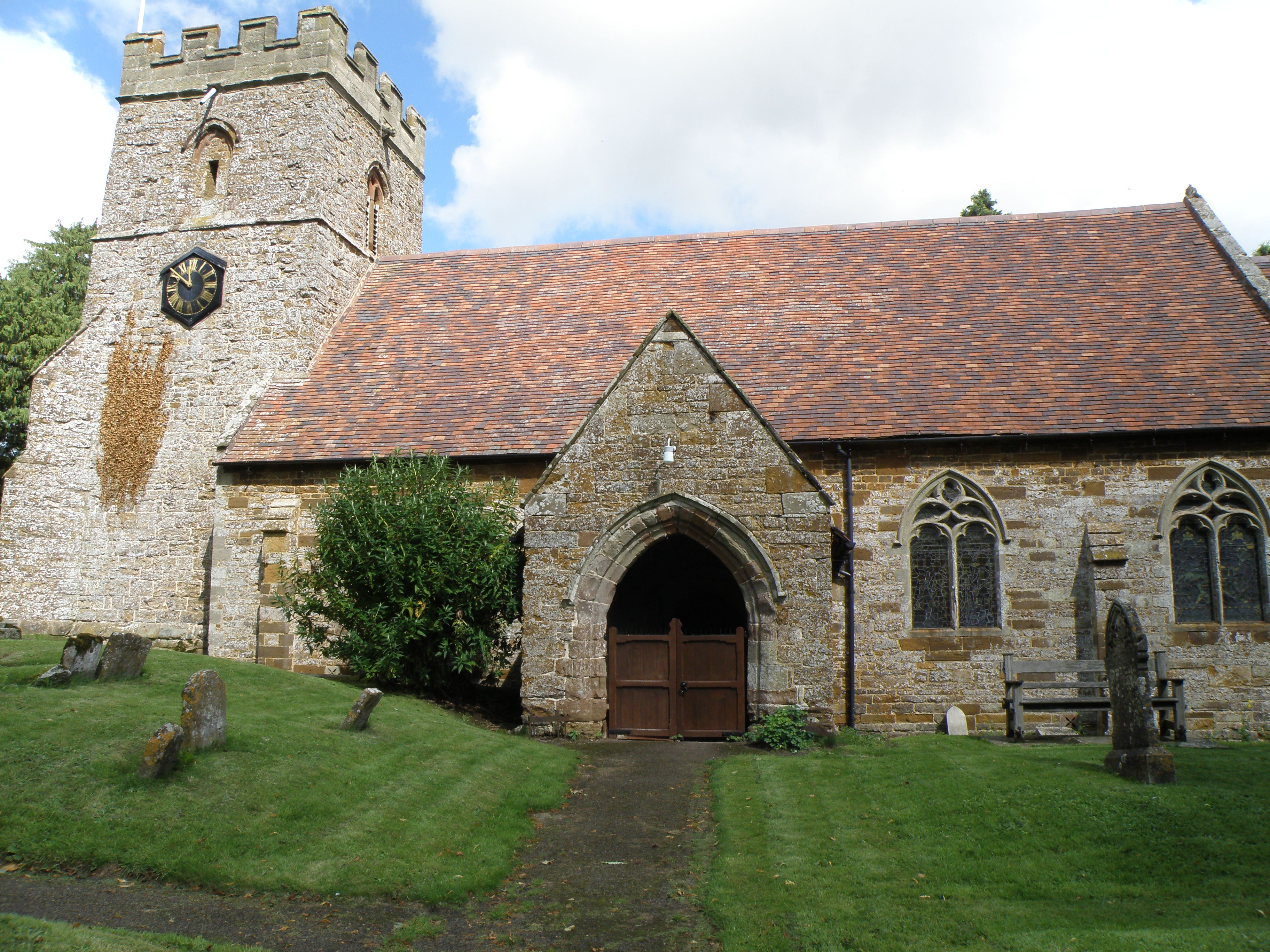
Kerk van Hellidon
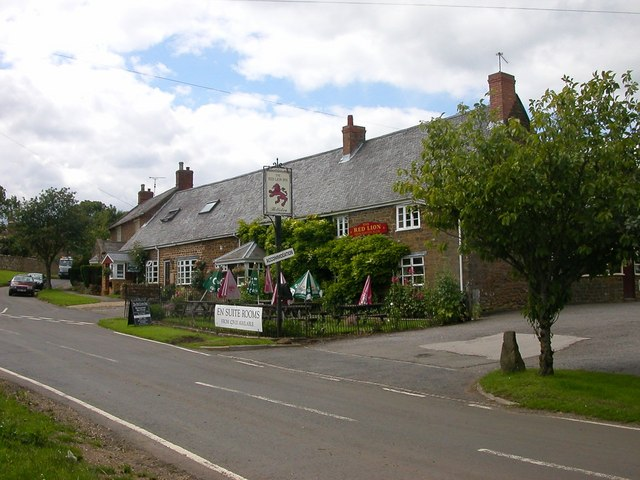
Pub in Hellidon